# Hipposideros gigas
Hipposideros gigas là một loài dơi trong họ Dơi nếp mũi. Nó được tìm thấy ở Angola, Bénin, Burkina Faso, Cameroon, Cộng hòa Trung Phi, Cộng hòa Congo, Cộng hòa Dân chủ Congo, Bờ Biển Ngà, Guinea Xích đạo, Gabon, Ghana, Guinea, Guinea-Bissau, Kenya, Mali, Nigeria, Senegal, Sierra Leone, Tanzania, và Togo. Môi trường sinh sống tự nhiên của nó là các rừng đất thấp ẩm và hang động nhiệt đới hoặc cận nhiệt đới. Nó đang bị đe dọa bởi mất môi trường sống.